# 班雄
班雄（？—？），右扶风平陵县（今陕西省咸阳市秦都区）人，东汉官员。

## 生平
班雄在班超死后承袭为定远侯。延平元年（106年）冬，西域各国叛变东汉，西域都护任尚上书求救，朝廷派遣骑都尉班雄、校尉梁慬率领五千人出塞外，遇到任尚从疏勒返回，任尚就与梁慬共同在龟兹防守，东汉军队将任尚和西域的驻军迎回中原。之后班雄屡次升任屯骑校尉。元初二年（115年）春，羌族首领号多等率领七千多部众到护羌校尉庞参那里投降。庞参派遣号多到朝廷，皇帝赐给号多列侯印绶，让他回去。庞参这才回到令居居住，打通黄河以西的道路。但零昌种部众又分兵进攻益州，朝廷派中郎将尹就率领南阳的部队，接着征调益州各郡的屯兵攻打零昌的党羽吕叔都等人。到秋天，蜀人陈省、罗横响应招募，刺杀了吕叔都，他们都被封为列侯、获赏金钱。朝廷又派屯骑校尉班雄率领五营兵驻守三辅，就地任命班雄为京兆尹，朝廷派左冯翊司马钧代理征西将军，统领右扶风仲光、安定太守杜恢、北地太守盛包、京兆虎牙都尉耿溥、右扶风都尉皇甫旗等人，共计八千多人，庞参另外率领七千多羌胡兵，与司马钧分道并进，向北攻打零昌。仲光等人战死后，朝廷派任尚担任中郎将，率领羽林军、缇骑、五营的士兵有三千五百人，接替班雄驻守三辅。

## 家庭

### 父亲
- 班超，东汉西域都护、定远侯

### 兄弟
- 班勇，东汉西域长史

### 子女
- 班始，东汉定远侯